# Leimersberg (Gößweinstein)
Leimersberg ist ein Gemeindeteil des Marktes Gößweinstein im Landkreis Forchheim (Oberfranken, Bayern).

## Geografie
Das Dorf liegt in der Wiesentalb etwa fünf Kilometer südsüdwestlich von Gößweinstein auf einer Höhe von 542 m ü. NHN.

## Geschichte
Bis zum Beginn des 19. Jahrhunderts unterstand Leimersberg der Landeshoheit des Hochstifts Bamberg. Die Dorf- und Gemeindeherrschaft übte dabei dessen Vogteiamt Leienfels aus. Als das Hochstift Bamberg infolge des Reichsdeputationshauptschlusses 1802/03 säkularisiert und unter Bruch der Reichsverfassung vom Kurfürstentum Pfalz-Baiern annektiert wurde, wurde damit auch Leimersberg ein Bestandteil der bei der „napoleonischen Flurbereinigung“ in Besitz genommenen neubayerischen Gebiete.
Durch die Verwaltungsreformen zu Beginn des 19. Jahrhunderts im Königreich Bayern wurde Leimersberg mit dem Zweiten Gemeindeedikt 1818 ein Bestandteil der  Ruralgemeinde Kleingesee. Im Zuge der Gebietsreform in Bayern wurde Leimersberg zusammen mit der gesamten Gemeinde Kleingesee zu Beginn des Jahres 1972 nach Gößweinstein eingemeindet. Im Jahr 1987 hatte Leimersberg 62 Einwohner.

## Verkehr
Die Anbindung an das öffentliche Straßennetz wird hauptsächlich durch die Staatsstraße 2191 hergestellt, die aus dem Südwesten von Geschwand kommend am südöstlichen Ortsrand vorbeiführt und danach in nordöstlicher Richtung nach Kleingesee weiterverläuft. Außerdem verbindet eine Gemeindeverbindungsstraße den Ort mit der Kreisstraße FO 43, die etwas nördlich an Leimersberg vorbeiführt.